# Apocephalus scaurus
Apocephalus scaurus är en tvåvingeart som beskrevs av Corona och Brown 2004. Apocephalus scaurus ingår i släktet Apocephalus och familjen puckelflugor.
Artens utbredningsområde är Costa Rica. Inga underarter finns listade i Catalogue of Life.